# Ulriksbanen

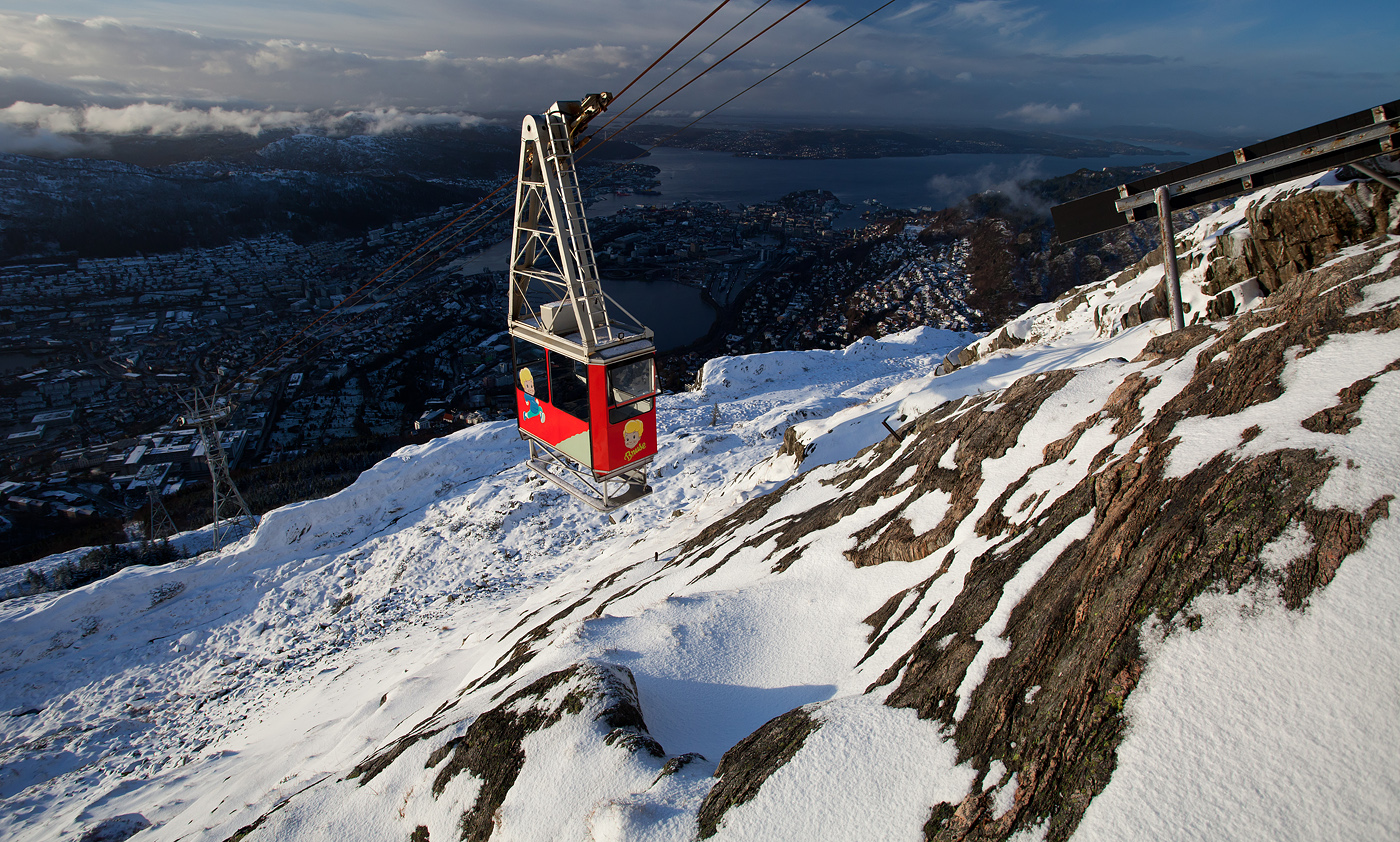
Ulriksbanen

Ulriksbanen is een kabelbaan naar de top van Ulriken (643m), de hoogste van de zeven bergen rond de Noorse stad Bergen. De kabelbaan heeft een lengte van 1120 meter en is elke dag geopend, behalve bij slecht weer. De kabelbaan heeft zo'n 150.000 passagiers per jaar, voornamelijk toeristen die het weidse uitzicht over de stad willen ervaren en wandelaars en langlaufers die tochten over het bergplateau maken.
Ulriksbanen heeft twee gondels, Perle en Bruse genaamd. Het onderste station is in de wijk Haukeland in het stadsdeel Arna, op 44 meter hoogte, en het bovenstation ligt op 620 meter hoogte. Hier bevindt zich een café en de communicatietoren van Ulriken. Ook is dit het startpunt van een aantal wandel- en langlaufpaden over het bergplateau.
Ulriksbanen werd gebouwd door een Zwitsers bedrijf en opende in 1959. Op 9 juli 1974 viel een van de gondels naar beneden, waarbij vier passagiers omkwamen. De kabelbaan bleef gesloten tot 1979. Ulriksbanen was nogmaals gesloten in 1988 en 1989, ditmaal wegens financiële problemen.
Op 10 januari 2006 ontspoorde een van de kabels, waardoor de kabelbaan tot 1 april 2007 gesloten bleef. In januari 2008 werd Ulriksbanen nogmaals gesloten vanwege mogelijke schade aan de kabels. De kabels werden vervangen door Zwitserse specialisten. Ook de stations en het café werden verbouwd. De kabelbaan heropende definitief in mei 2009.